# Torpo stavkirke
Torpo stavkirke er en treskibet stavkirke af borgundtypen med et hævet midterrum. Kun kirkeskibet fra den oprindelige kirke er bevaret, og den har også haft, som også har haft kor og apsis. Den står i Torpo i Ål kommune i Hallingdal, i tidligere Buskerud, nu Viken fylke. Lorentz Dietrichson klassificerer stavkirken som en treskibet stavkirke "af den mangesøjlede gruppen". Træ i den ældste del af kirken er dateret til omkring 1160 ved hjælp af dendrokronologi, men den er sandsynligvis opført lidt senere end dette.
Dietrichson opgav oprindelig seks søjler på hver langside og to på hver af de korte sider, i alt 16 søjler, alle med samme indbyrdes afstand. Søjlerne danner et midtskib med forhøjet tag og fire siderum med lavere skråtrag. Bugge og Mezzanotte placerer Torpo stavkirke (sammen med Heddal stavkirke) som bindeled eller overgangsformer mellem "borgundgruppen" og "kaupangergruppen", fordi den har karaktertræk fra begge typer.
I 1880 blev der rejst en ny kirke i lafter med udvendig beklædning mod nord for den gamle stavkirke, efter tegninger af arkitekt F. von der Lippe.